# San Francisco (Moxos)
San Francisco ist eine Ortschaft des Departamento Beni im Amazonas-Tiefland des südamerikanischen Binnenstaates Bolivien.

## Lage im Nahraum
San Francisco liegt im Kanton San Ignacio im Municipio San Ignacio de Moxos in der Provinz Moxos. Die Ortschaft besteht aus den Ortsteilen San Francisco (362 Einwohner), San Francisco de Moxos (296 Einwohner), Estancia Refugio (8 Einwohner), Chaco Facundo (8 Einwohner) und Chaca Vaca Puero (8 Einwohner). San Francisco liegt auf einer Höhe von 175 m etwa achtzig Kilometer Luftlinie südwestlich der Departamento-Hauptstadt Trinidad, am rechten Ufer des Arroyo Machicure, der in nordöstlicher Richtung zum Río Tijamuchi fließt, einem linken Nebenfluss des Río Mamoré.

## Geographie
San Francisco hat ganzjährig ein tropisch heißes und feuchtes Klima (siehe Klimadiagramm Trinidad). Die Jahresdurchschnittstemperatur beträgt 26,2 °C, wobei sich die monatlichen Durchschnittstemperaturen zwischen Juni/Juli mit gut 23 °C und Oktober/Dezember von knapp 28 °C nur wenig unterscheiden. Der Jahresniederschlag beträgt fast 2000 mm und liegt somit mehr als doppelt so hoch wie die Niederschläge in Mitteleuropa. Höchstwerten von etwa 300 mm in den Monaten Dezember bis Februar stehen Niedrigwerte von etwa 50 mm im Juli/August gegenüber.

## Verkehrsnetz
San Francisco liegt abseits der Nationalstraßen Boliviens 104 Straßenkilometer von Trinidad entfernt in den Feuchtgebieten des Río Mamoré. Von Trinidad führt die Ruta 3 nach Westen in Richtung La Paz. Direkt nach der Querung des Río Mamoré zweigt eine unbefestigte Straße nach Süden ab, die San Francisco nach 94 km erreicht. Außerdem existiert am Nordostrand der Siedlung eine Landepiste, die von Kleinflugzeugen angeflogen werden kann.

## Bevölkerung
Die Einwohnerzahl der Ortschaft hat sich im Jahrzehnt zwischen den beiden letzten Volkszählungen kaum verändert:
| Jahr | Einwohner         | Quelle       |
| ---- | ----------------- | ------------ |
| 1992 | keine Detaildaten | Volkszählung |
| 2001 | 728               | Volkszählung |
| 2012 | 682               | Volkszählung |
| 2024 |                   | Volkszählung |